# 三極特許庁
三極特許庁（さんきょくとっきょちょう、Trilateral OfficesまたはTrilateral Patent Offices）とは、欧州特許庁、日本国特許庁、アメリカ合衆国特許商標庁からなる特許庁のグループの名称である。
三極特許庁への特許出願の合計は、世界の特許出願の80%以上を占めており、三極特許庁間では、年間延べ約20万件の特許出願が重複して出願されている。このように、三極特許庁は、共通する課題を抱え、その課題を国際的にリードして解決すべき立場にある。
このため、三極特許庁は、1983年から毎年、三極特許庁会合を開催している。